# Brasa Adormecida
Brasa Adormecida é um filme brasileiro  de 1987, do gênero comédia, dirigido e escrito por Djalma Limongi Batista. É protagonizado por Maitê Proença, Edson Celulari e Paulo César Grande em um triângulo amoroso.

## Sinopse
Um triângulo amoroso formado por dois primos, Ticão  e Toni, e uma prima, Bebel, inseparáveis desde a infância rural e rica. O conflito se instala quando a moça finalmente escolhe um dos dois parentes apaixonados como futuro marido. O preterido, naturalmente, não se conforma, e a partir dessa atitude nascem confusões, desentendimentos e revelações.

## Elenco[1]
- Maitê Proença - Bebel
- Edson Celulari - Ticão
- Paulo César Grande - Toni
- Miriam Pires - Tia Cocota
- Ilka Soares - Tia Aury
- Sérgio Mamberti - Primo Bispo
- Ana Maria Nascimento e Silva - Tia Eneida
- Iara Jamra  - Lulu
- Marcélia Cartaxo - Angélica
- Mira Haar - Rosaly
- Anselmo Duarte - Almirante
- Patricio Bisso - Costureiro
- Cristina Mutarelli - Tia Margarida
- Grande Othelo - Pai Serafim
- Zeni Pereira - Tio Firmino
- Fernando de Almeida - Dr. Arrudinha
- Lúcia Pereira - Tia Catita
- Vivian Buckup - Pátria
- Lília Cabral

## Prêmios
- Ganhou quatro prêmios no II Rio-Cine: Melhor Atriz (Maitê Proença), Efeitos Especiais, Cenografia e Figurinos.